# Nikołajewskij (Buriacja)
Nikołajewskij (ros. Николаевский) – osiedle w Rosji, w Buriacji, w rejonie tarbagatajskim. W 2010 liczyło 1295 mieszkańców.